# تاريخ علم الاجتماع

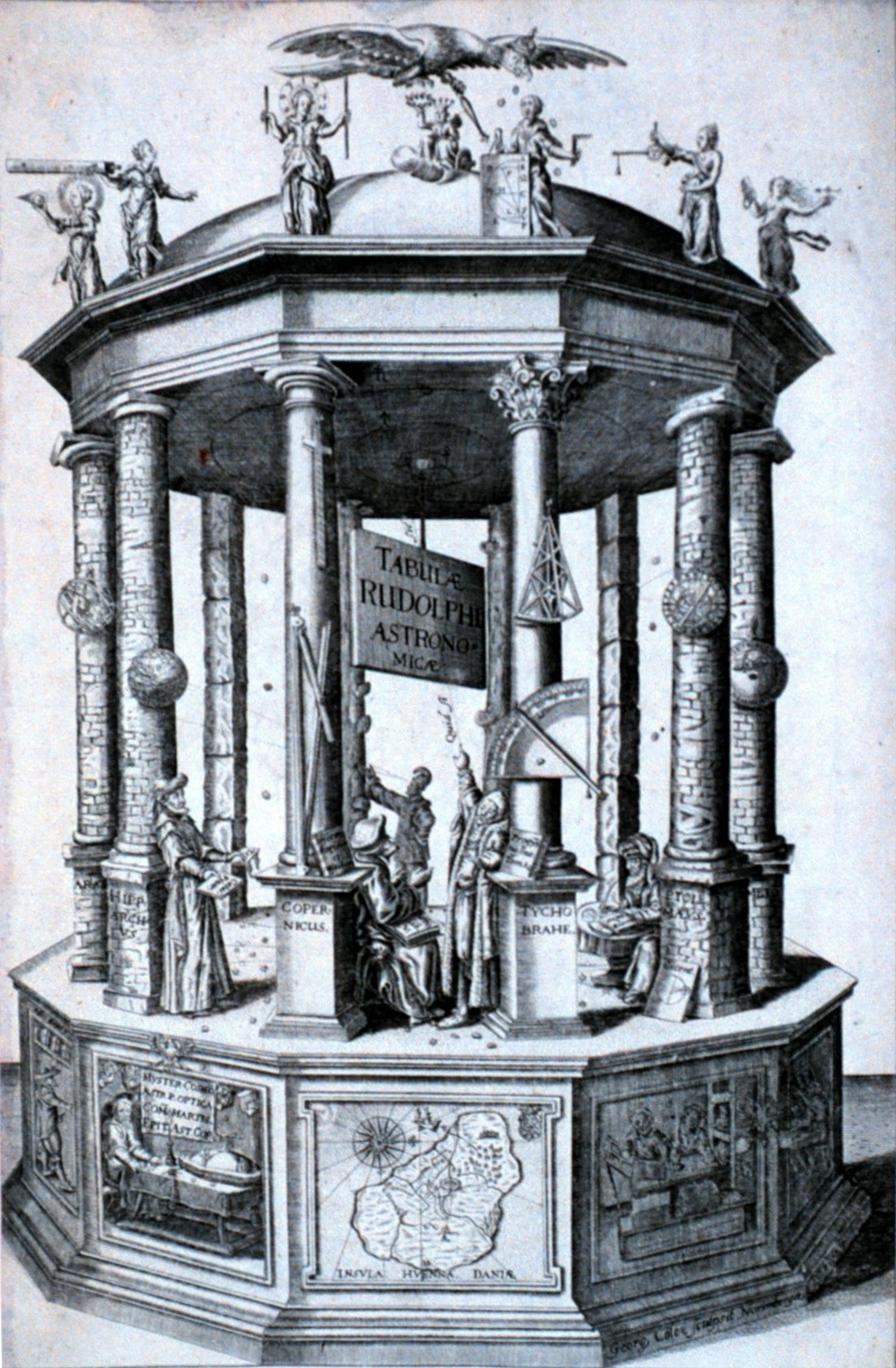
علم الاجتماع او "التحليل الاجتماعي" موجود في جميع الثقافات حول العالم.

ظهر علم الاجتماع بشكله الحديث من عصر التنوير رغم أنه كان، بعد فترة قصيرة من الثورة الفرنسية، علمًا وضعيًا يتعامل مع المجتمع. وتعود نشأته إلى العديد من الحركات الرئيسية المتنوعة في فلسفة العلوم وفلسفة المعرفة. ومع ذلك، وفي نطاق أوسع، فإن التحليل الاجتماعي له أصوله في المخزون العام للفلسفة، وبالتالي، فإنه بالضرورة يسبق هذا المجال. وقد ظهر علم الاجتماع الأكاديمي المعاصر كرد فعل للحداثة والرأسمالية والتمدد الحضري والعقلانية والعلمانية، حيث كان يوفر اهتمامًا خاصًا بظهور الدولة القومية، والمؤسسات المكونة لها، ووحدات التنشئة الاجتماعية الخاصة بها، بالإضافة إلى وسائل المراقبة المتعلقة بها. وغالبًا ما يميز التركيز على مفهوم الحداثة، وليس التنوير خطاب علم الاجتماع عن الخطاب المرتبط بالفلسفة السياسية الكلاسيكية.
وخلال فترة قصيرة نسبيًا، توسع النظام وتنوع بشكل كبير، من الناحية الموضعية ومن الناحية المنهجية، خصوصًا نتيجة ردود الأفعال الضخمة المنددة بالتجريبية. وتتميز النقاشات التاريخية بشكل كبير بالنزاعات النظرية حول أولوية الهيكل أم القدرة. وقد مالت النظرية الاجتماعية المعاصرة تجاه محاولة حل تلك المعضلات. وقد أدت التحولات اللغوية والتحولات الثقافية في منتصف القرن العشرين إلى زيادة المنهجيات التفسيرية والفلسفية لتحليل المجتمع. وعلى النقيض، فقد شهدت العقود الأخيرة طفرة في التقنيات الصارمة التحليلية والحسابية.
وقد أصبحت تقنيات الأبحاث الاجتماعية الكمية أدوات شائعة تستخدمها الحكومات والشركات والمنظمات، كما شاع استخدامها كذلك في العلوم الاجتماعية الأخرى. وقد منح ذلك للأبحاث الاجتماعية درجة من الاستقلالية عن نظام علم الاجتماع. وبنفس الطريقة، فقد أصبح مصطلح «العلوم الاجتماعية» مصطلحًا شاملاً يشير إلى الأنظمة التي تدرس المجتمع أو الثقافة البشرية. وفي الماضي، كان ينظر إلى علم الاجتماع وكذلك إلى العلوم الاجتماعية الأخرى على أنها أقل من مستوى العلم الأخرى، مثل العلوم الطبيعية. وفي فترة متأخرة للغاية، بدأ النظر إلى علم الاجتماع على أنه علم ضروري وهام، وبالتالي يجب احترامه.

## تطور علم الاجتماع
يعتبر الاجتماع علم الاجتماع من العلوم الحديثة نسبيا، ويُعزى تأسيسه كعلم مستقل بذاته إلى أكثر من شخص، فمنهم من ينسبه لابن خلدون المؤرخ المسلم والذي أطلق عليه علم العمران، وهناك من ينسبه لاوجست كونت الذي حدد له القوانين والمسارات وقدمه بتعريف محدد. وتستعرض هذه المقالة ابرز محطات تطور هذا العلم.

## مصر القديمة
عرف المصريون القدامى المدينة بوصفها وحدة سياسية قبل اليونان، وكانت مدنهم تتمتع باستقلال ذاتي وهي عبارة عن مراكز اجتماعية وتجارية، كما كان التصاقهم بالأرض كبيرا نتيجة الطبيعة الزراعية التي قامت على نهر النيل.
تأثر النظام الاجتماعي عند المصريين القدماء بما يلي:
1.	الطبيعة الريفية الزراعية.
2.	نظام الأسر الحاكمة.
3.	نظرية الإله الحاكم.
4.	نظرية الطبقات وقد احتلت قدرا كبيرا من تفكيرهم، وقد كان لها ارتباط سياسي كبير إذ كانت تشير إلى وجود طبقتين تمثل الأولى الطبقة المقدسة وتشمل الفرعون وكهنته وأنساله، وطبقة العامة وتشمل الجند والزراع والتجار، ثم تطورت مع ظهور بعض القادة والزعماء من أبناء الشعب إلى أربع طبقات هي:
1.	طبقة الحكام. (ظهور زعماء وقادة من أبناء الشعب)
2.	طبقة رجال الدين.
3.	طبقة عامة الشعب.
4.	طبقة الجند. (في عهد الملكية الأخيرة)
وقد أخذت الطقوس الدينية قسطا واسعا من حياة المصريين القدماء، كما كان لها أشد الأثر في حياتهم العامة وسلوكهم الاجتماعي، ويبرز ذلك جليا في اهتمامهم بدفن موتاهم.
تنوعت مظاهر الإبداع في شتى نواحي الحياة من السياسة والإدارة إلى التشريع والأدب والتربية والفن الذي أولوه أهمية قصوى.
وقد طرأ على كل هذه العلوم التطور نتيجة اتساع الإمبراطورية واحتكاك المصريين بغيرهم من الشعوب الأخرى.
إلا أن المصريين لم يرتبوا هذا الإنتاج الحضاري والعلمي والفكري على أسس منهجية وعلمية، ولذلك لم يتمكنوا من الوصول إلى فكرة العلم المنظم.
وقد ترك المصريون القدامى الكثير من التراث الفئكري والأدبي، من أشهر ذلك قصة السندباد البحري وأمثال سليمان، ونشيد الأناشيد.

## الهند
ارتكزت الفلسفة الاجتماعية على أساس الإيمان بالعالم الآخر وإهمال الحياة الدنيا بشكل تام (تصوف ديني)، وعلى عدم المساواة بين الأفراد (جمود اجتماعي)، كما تعتبر نظرية وحدة الوجود أساسا للفلسفة الهندية أجمع.
ومن الآثار الفكرية الهندية المقدسة التي تصور المعتقدات والنظم الاجتماعية أسفار الفيدا، والمهابهارتا، وقوانين مانو والتي تعتبر أقدم التشريعات في الهند وتتألف من 2685 بيتا من الشعر وتنسب إلى شخصية خرافية تصورها النصوص في صورة اله صغير. وقد طغى على تشريعات الهنود القديمة التشريع الخلقي أكثر من التشريع القانوني، كما سادت التعاليم الدينية على سلوك الأفراد في المجتمع الهندي القديم. لذا كانت السلطة في الهند سلطة ثيوقراطية أي دينية ديكتاتورية يمثلها البراهمة، حيث قام النظام على فكرة استعباد الأفراد وارتكز عل فكرة الجزاء الذي يعتبر من جوهر مقدس يدفع الأشياء إلى أداء وظائفها كما هو مطلوب منها.
يتميز المجتمع الهندي القديم بأنه مجتمع طبقي يستمد طبقيته من سلطة وتأثير الدين على مظاهر الحياة في الهند القديمة فقد حدد الدين القواعد ورسم الحدود ونظم العلاقات لكل طبقة بما سواها من الطبقات، حيث ينقسم المجتمع إلى خمس طبقات ثابتة لا تتغير هي:
1.	طبقة البراهمة أو رجال الدين (رأس الإله).
2.	طبقة المحاربين (ذراع الإله).
3.	طبقة التجار والصناع (فخذ الإله).
4.	طبقة العبيد والرقيق (قدم الإله).
5.	طبقة المنبوذين (وتتكون من القبائل التي لم تعترف بسمو البراهمة أسرى الحروب ومن يقع عليه الجزاء)
و من أبرز نتائج هذه الطبقية الصارمة وراثة الجمود الاجتماعي إذ لا يمكن الانتقال من طبقة إلى أخرى، والخضوع التام لما تفرضه العادات والتقاليد والعرف والدين على أفراد كل طبقة من وظائف اجتماعية. ويتفاوت على أساس هذا التقسيم أفراد المجتمع في المركز الاجتماعي والحرية الشخصية والسياسية.
وهذا لا يعني أن هذه الطبقات لم تخضع للتطور تبعا لظروف الحياة الاجتماعية واختلاف الديانات والعقيدة، إلا أن سر هذا التقسيم الطبقي لا يزال غامضا مع أن البعض يفسره بالغزوات المتتالية من العرق الآري القادم من الشمال والذي أراد أن يميز نفسه عن البقية فحرم الزواج منهم والاختلاط بهم.
أدى تشدد قوانين مانو في حفظ طبقة البراهمة وامتيازاتها إلى درجة إعفاء أفرادها من العقوبة مهما كان الذنب حتى أنها أصبحت أطول طبقة أرستقراطية عرفها التاريخ، أدى إلى ظهور الديانة البوذية (الأكثر أخلاقية) من أحضان البرهمية، والتي تدعو إلى المساواة بين الأفراد وعدم الاعتراف بقدسية واحتكار البراهمة للعبادة. ويحتجون بدلائل دينية تنص على أن البراهمة ليست طبيعة قدسية، ودلائل فلسفية من الطبيعة التي تفرض قوانينها على الجميع بشكل كامل من المساواة. إلا أن البوذية لم تصل إلى مستوى معرفة النظريات السياسية والحقائق الاجتماعية.

## الصين
تعتبر الفلسفة الصينية فلسفة إنسانية بحتة تستند إلى العقل للوصول إلى سعادة الإنسان وتخاطب الأفراد مباشرة ولا تكترث بالدين كثيرا. ومن ابرز علامات الفلسفة الصينية الكونفوشيوسية المتمثلة بكونفوشيوس وتلميذه ماشيوس. على الرغم من وجود طائفة من المفكرين الذي تتلمذ عليهم كونفوشيوس نفسه. وتستمد الكونفوشيوسية مادتها من الأخلاق.
وكان يعزو كونفوشيوس ما يعتري المجتمع من فوضى واضطراب إلى ضعف البواعث الأخلاقية وانتشار التيارات الفلسفية والشكية التي أثارها مفكرون سابقون، من أهم آراء كونفوشيوس الفلسفية:
1.	الرقي الذاتي هو أساس الرقي الاجتماعي.
2.	استقرار الأسرة هو أهم ما ضمانة للوصول إلى النظام الاجتماعي المنشود.
3.	لا يمكن تحقيق المساواة إلا من خلال نشر العلم.
4.	دعا إلى الجمهورية العالمية الواحدة كأساس لتحقيق الاشتراكية.
كانت معظم أفكاره أقرب إلى اليوتوبيا الاجتماعية منها إلى عالم السياسة أو الاجتماع برغم ما عرف عنه من جرأة وشدة في مواجهة الحكام لصون حقوق الشعب.
أما ماشيوس فقد تابع تعاليم أستاذه الكبير، ويرى أن أساس التنظيم الاجتماعي هو:
1.	وضع دستور للملكية.
2.	إصلاح نظام الضرائب.
كذلك يقسم المجتمع إلى طبقتين متساويتين من حيث الأهمية مختلفتين من حيث المهام وهما:
1.	طبقة العلماء والمتعلمين.
2.	طبقة الكادحين العاملين من تجار وصناع وزراع.

## التفكير الاجتماعي عند اليونان
يعتبر اليونانيون أول من قام بالأبحاث الاجتماعية المنظمة في التاريخ، كما يعتبر المؤرخون جمهورية أفلاطون أول بحث منظم في التاريخ، رغم وجود عدد من الأبحاث والدراسات السابقة له، قبل عصر أفلاطون وأرسطو الذهبي للفلسفة اليونانية.

### أفلاطون
وأشهر آثاره السياسية القانون والجمهورية الذي تدور آراؤه حول أسس المدينة الفاضلة والتربية الاجتماعية في المدينة والحكومة المشرفة على المدينة، وخلاصة آرائه هي:
1.	الدولة عبارة عن وحدة حية تتكون من أعضاء والفرد خلية فيها (يشبهها بالإنسان).
2.	كشف الضرورة الاجتماعية التي تجعل من المدينة أول تنظيم اجتماعي وسياسي.
3.	تقرير الحاجة الإنسانية بأنها الدافع إلى الاجتماع المنظم.
4.	الرغبة في العمل تماثل القوة الشهوانية في الإنسان (وتمثلها الطبقة العاملة)
5.	قوة الغضب وتماثلها طبقة المحاربين الفضلاء.
6.	قوة النطق وتماثلها طبقة الفلاسفة والحكماء.
7.	جعل الاخوة أساس الرابطة بين الأفراد.
8.	فصل في برنامج التربية الخاصة بالجند على أساس التدريب إلى 18 سنة ثم الدراسة للمتميزين حتى سن الثلاثين ثم دراسة الفلسفة للمتميزين أيضا حتى الخمسين حيث تتاح القيادة للأكثر تميزا بينما يظل البقية في طبقة الجند.
9.	المساواة بين الجنسين في ذلك.
10.	دعا إلى المشاعية الجنسية لطبقة الحراس (الجند والحكام) والمشاعية في الأولاد وذلك لتخليصهم عن كل ما يعوق تنفيذ مهامهم على اكمل وجه.
11.	حرم الملكية للحراس لذات السبب.
12.	الحكم ليس بالضرورة أن يكون بيد شخص واحد.
ومن الملاحظ عليه اتباع المنهج العقلي واعتماد تصوراته عن المجتمع بحثا عن مثاليته المنشودة. وقد عدل من آرائه في كتابه القانون حيث يخفف من اتجاهه إلى الشيوعية، ويشيد بفضل الأسرى كما يدعو إلى تعزيز الروابط العائلية، وينادي بعدم تقييد الزواج ولا يرى ضيرا في تدخل الدولة للإشراف على الشؤون الأسرية. كما ينادي باحترام العرف والتقاليد والدين لأنها تمثل مجموعة من القوانين غير المكتوبة.

### أر سطو
يعتبر أرسطو أدق من كتب في الفلسفة الاجتماعية من بين ما كتب من الفلسفة القديمة، ومن أشهر آثاره كتاب السياسة الذي يعتبر المرجع في الوقوف على نظرياته وآرائه.
وقد اتبع أرسطو أسلوبا مغايرا لأسلوب أفلاطون حيث اعتمد الواقع أساسا لدراسته وتحليله للوصول إلى نتائج منطقية وليس التصور التخيلي.
ومن أهم آرائه ما يلي:
1.	الفرد أساس المجتمع يتميز بضرورة الاجتماع فالعائلة تتكون من الأفراد والقرية تتكون من الأسر والمدينة من القرى وهكذا.
2.	تنظيم الناحية الإنسانية وظيفة الدولة تأمين الحاجات الأساسية إلى جانب تحقيق السعادة للفرد.
3.	تنظيم الناحية المادية ضمن الاقتصاد نظرا لضرورة الثروة لقضاء الحاجات.
4.	يولي عناية كبيرة للأسرة التي يمثل الرجل فيها أعلى سلطة بينما يحصر عمل المرأة في التربية معتمدا على أساس أن الفرد الفاضل في الأسرة الفاضلة.
5.	يعتبر الزواج من أهم دعائم الأسرة، ويفصل في تحديد النسل (أباح الإجهاض) وسن الزواج لكلا الجنسين.
6.	وجوب عدم الاهتمام بالمشوهين وأبناء السفاح وتركهم يموتون (كان ينفذ في إسبرطة بشدة).
7.	يقسم التربية إلى بدنية وعقلية وأخلاقية، وينادي بنظام مفتشي الأطفال لتوجيه الآباء في أصول التربية حتى سن السابعة، حيث تبدأ مهمة الدولة في التربية، كما يرى أن الموسيقى وسيلة لتهذيب النفس لكنها لا تصلح أن تكون صنعة للرجل الحر وحذر من رفقاء السوء أو اختلاط الأطفال بالعبيد.
8.	الرق نظام طبيعي تفرضه الطبيعة الرق جزء من ممتلكات الأسرة كالأدوات.
9.	يرى اعتماد قاعدة الفضيلة بين مرذولين في السياسة، حيث يجب أن تكون الطبقة الدستورية من أوساط الناس، ويرى أن الحكومة الصالحة ما اتفق عليه الناس حسب الواقع ومعطياته الأولية.
10.	يذهب إلى أن الثورات ليست مصادفة وإنما تعود إلى أسباب سياسية واقتصادية اجتماعية وتنظيمية عميقة.
11.	يرجع السبب الرئيسي للثورات إلى سوء استغلال مبدأ الحكومة إلى جانب أسباب أخرى مثل نمو مختل لبعض الطبقات وكذلك اختلاف الأنساب والعامل الجغرافي ويرجعها إلى الحسد الاجتماعي.
12.	المدينة هي أرقى الصور السياسية أما الإمبراطوريات فلا يمكن أن تحقق السعادة لأنها غير متجانسة.
13.	وضع مدينته الفاضلة على أساس محدودية السكان (100000) ومساحة كافية لاحتياجهم في موقع مناسب في إطار نظام طبقي معين وتربية خاصة.

## التفكير الاجتماعي عند الرومان
تميز التفكير الاجتماعي عند الرومان بما يلي:
•	ساد الفكر الرواقي على التفكير الاجتماعي عند الرومان.
•	كما سادت النزعة الأخلاقية إلى جانب النزعة الدينية.
•	القانون عندهم كما عند الرواقيون وهو القول المسطور أو الوحي المنزل، وأول قاعدة في القانون الروماني هي القاعدة التي تقتضي بان يعيش الإنسان على مقتضى ما هو فاضل.
وقد اعتبر البعض دخول الرواقية وامتزاجها مع التشريع الروماني انتصارا للروح اليونانية الإنسانية على تزمت القوانين اللاتينية، وتفوق لأساليب اللين على أساليب العنف والعنت.
و من أبرز فلاسفة الرومان:
1.	سنكا: أحد فلاسفة الرومان، كانت معظم مؤلفاته روايات تراجيدية، كما كان أرستقراطي النزعة والمزاج، نظرا لأنه نشا في أحضان أسرة مترفة، دعا إلى الإنصاف والمساواة وإلغاء الرق واشراكهم في المعيشة على أساس الاشتراك في الأصل والتسيير القدري إلى هذا المصير.
2.	ابكثيتوس: أحد أشهر فلاسفة الرواقية الرومانية، كان عبدا، اشتغل بالفلسفة في روما لتحرير نفسه، وتدور فلسفته حول الحرية
والمساواة. يرى أن الفلسفة ترمي إلى الإصلاح وخلق المواطنين الفضلاء خلافا لليونان الذين يرون أنها للبحث عن المبادئ الأولى للوجود أو البحث عن العلل.
3.	مارك أو ريل: كان إمبراطورا وآخر من يمثل فلاسفة الرومان الرواقية، اجتهد في تقرير البراهين لإثبات وجود الله وعدالته وعنايته بالعالم، ودعا إلى تدعيم الجامعة الإنسانية (فكرة رواقية) والمساواة التعاون.
وقد كانت النزعة الأخلاقية السائد رد فعل لما شاع من فساد فترة الانحلال، وكانت الرواقية هي الثقافة السائدة في ذلك العصر، كما أهملت النواحي السياسية والدينية والميتافيزيقية، وكان العصر عصر قوة وجبروت حطم الحرية التي أشادتها الإمبراطورية الأولى. كما اتسم ذلك الوقت بظهور ما يسمى بفقهاء الإمبراطورية للأمور التشريعية، وارتكزت تشريعاتهم على العدالة والسلطة المطلقة أو ما يسمى بالتعاقد الحكومي وروح القانون. وكانت المجتمعات من قبلهم ترتكز عل مبدأي الحرية السياسية والرق المدني، أما الفقهاء فقد نادوا بالسلطة المطلقة والحرية والمساواة مخالفين من كان قبلهم.
ومما يجب ملاحظته أن هؤلاء الفقهاء قد نقضوا المبدأين الأساسيين في السياسية التي سادت المجتمعات القديمة وهما: الحرية السياسية والرق المدني، حيث أقروا السلطة المطلقة محل الحرية السياسية والحرية الطبيعية محل الرق، وهذا من ابرز الفروق بين الفلسفة الاجتماعية والسياسية بين اليونان والرومان.

## التفكير الاجتماعي عند فلاسفة المسيحية
•	تدور الفلسفة المسيحية حول فكرة واحدة هي المساواة بين الأفراد فليس هناك أغنياء وفقراء، سادة وعبيد، أحرار وأرقاء، فالله خلق الناس ليكونوا متساويين.
•	وقد حمل هذا الآباء الأول لشن حملة ضد الملكية الخاصة ونظام الرق لما فيهما من مخالفة للقوانين الإلهية التي تدعو إلى المساواة.
•	وتتبلور هذه الأفكار بوضوح عند فلاسفة المسيحية ويمثلها في القرون الأولى أوغسطين، وفي القرون الوسطى سان توماس وفي عصر الإصلاح الديني يمثلها حنا كلفن.
القرون الأولي:
• ويمثلها اوغسطين الذي يعرف المجتمع بأنه جماعة من الأفراد يشتركون في الأفكار وتجمعهم المحبة.
•	يقسم المجتمع إلى مدينة السماء (الخير) ومدينة الأرض (الشر).
•	تقوم المجتمعات على أساس القانون الطبيعي، والخطيئة (المدينة الرضية) سبب قيام القانون الوضعي والسلطة الزمنية.
•	اقر الملكية الفردية على أنها مستمدة من تملك الإله، وليست حقا طبيعيا ولا وضعيا وإنما هي قائمة على السلطة المدنية.
•	اقر الرق على أساس انه من القانون طبيعي مرتبط بوجود المدينة الأرضية.
•	كما أشاد بالحرب واقر مشروعيتها وأوصى بالرحمة فيها.
القرون الوسطى:
•	سان توماس من أشهر فلاسفتها ومن أهم بحوثه كتاب الأمراء الذي بدأه بان اقر ضرورة الاجتماع الإنساني وانه لا يصدر عن غريزة بل عن إرادة إنسانية وطبيعة عاقلة، حيث يوجد المجتمع تلقائيا فيتدخل العقل والإرادة لتنظيمه.
•	المجتمع عنده عدد من الأفراد يعيشون منتظمين في ظل مجموعة من القوانين العادلة ويجمعه وحدة الهدف. والحكومة تمثل القوة التي تضمن تطبيق القوانين.
•	الحكومة الصالحة هي حكومة الأحرار والفاسدة هي حكومة العبيد.
•	يرى وجوب اعتماد القانون الطبيعي أساسا للتشريع.
•	العقوبة هي وظيفة أخلاقية واجتماعية.
•	أجاز الأساليب المكيافيلية في الحرب (الخداع والنفاق والتنكيل بالعدو).
•	السلطة هي سلطة عمل القوانين سواء تمثلت في المجتمع اجمع أو بمن يمثله.
•	اقر ظاهرة الملكية، إلا في حالة الفقر العام حيث تنحل القوانين الوضعية ويبدأ القانون الطبيعي حيث تكون الأشياء مشتركة ومشاعة للجميع.
•	اعترف وسلم بالرق.
عصر الإصلاح الديني:
•	ومن ابرز المصلحين حنا كلفن، الذي نسب التنظيم السياسي إلى الله وان الملوك هم ظله في الأرض.
•	عارض فكرة الاندماج بين الكنيسة والدولة في نظام واحد.
•	هاجم التيارات الشيوعية.
•	يرتكز القانون الطبيعي على ثلاثة عناصر هي:
1.	مبادئه الطبيعية: تقوم على النظام الطبيعي الذي خلقه الله.
2.	ميثاق الحكومة:(التعاقد الحكومي) نقله من السلطة المدنية إلى دائرة الكنيسة.
3.	حق المقاومة: مقاومة جميع القوانين التي تقيد حرية الشعوب.
•	قرر مبدأ هاما من مبادئ القانون الدستوري وهو محاولة التوفيق بين الدولة وسلطتها والشعب وحريته.

## الدراسات الاجتماعية عند العرب
تنقسم الدراسات الاجتماعية إلى قسمين:
1.	فلسفي ديني (الفارابي وإخوان الصفا).
2.	وصفي تحليلي (ابن خلدون والجغرافيون العرب).

### الفارابي
يعتبر الفارابي فيلسوف المسلمين غير مدافع، وقال المؤرخون «الحكماء أربعة، اثنان قبل الإسلام وهما أفلاطون وأرسطو، واثنان بعده وهما أبو النصر الفارابي وأبو على ابن سينا». وقد عالج شؤون السياسة والاجتماع كما عالج أجزاء أخرى من الفلسفة، وقد استأثرت الناحية الاجتماعية والسياسية بقسط كبير من نشاطه، وله من الكتب في هذا الصدد «كتاب السياسات المدنية»، وكتاب«آراء أهل المدينة الفاضلة».
ذهب الفارابي مذهب أفلاطون في غايته وهي تكوين مجتمع مثالي على غرار جمهورية أفلاطون، ونهج نهج أفلاطون كذلك وهو إقامة مدينته الفاضلة حسب المبادئ الرئيسية للفلسفة، غير أن دراساته في الاجتماع كانت متأثرة بالدين والأخلاق وبعض النظريات الصوفية، ورغم تقسيمه للمجتمعات إلى كاملة وناقصة فإنه لم يدرس إلا اجتماع المدينة مهملا اجتماع الأمة واجتماع العالم حسب تقسيمه للمجتمعات الكاملة. وقد كان فيما يبدو متأثرا بالرواقيين في مسألة الجمهورية العالمية، إلا انه زاد عليها ضرورة خضوع الجمهورية الإنسانية لحكومة يرأسها الخليفة، ولابد أن تدين بالدين الإسلامي.
وقد تكلم الفارابي في القسم الأول من كتابه آراء أهل المدينة الفاضلة عن الدعائم الفلسفية لمدينته، عرض فيه للحديث عن الذات الإلهية، وتكلم في القسم الثاني منه فهو عبارة عن تخطيط وترسيم لقواعد المدينة الفاضلة. وأهم المسائل التي عالجها ما يلي:
•	الدعائم الفلسفية لمدينته الفاضلة.
•	ناقش تحليل الضرورة الاجتماعية.
•	دعائم المدينة الفاضلة وصفات رئيسها.
•	قسم المجتمع إلى ثلاث مراتب (عظمى، ووسطى، وصغرى)
•	كما تكلم عن احتمال انقلاب المدينة الفاضلة إلى مدينة غير فاضلة، قد تأخذ عدة مظاهر مثل المدينة الجاهلية والمدينة التجارية، مدينة الكرامة، ومدينة الغلبة، ومدينة الإباحية وغيرها.
•	تأثر بنظريات أفلاطون وأر سطو.

### إخوان الصفا
نشأت هذه الجماعة المعروفة بإخوان الصفا وخلان الوفا، في البصرة بشكل سري في مطلع القرن الرابع الهجري، على يد جماعة من أهل الفكر المتحررين، غايتهم صلاح الدين والدنيا والتوفيق بين مختلف المدارس الفلسفية والمذاهب. تركوا إحدى وخمسين رسالة ثم رسالة جامعة أو فهرست، وناقشوا فيها أربعة موضوعات:
1.	الرسائل الرياضية التعليمية.
2.	الرسائل الجسمانية الطبيعية.
3.	الرسائل النفسانية العقلية.
4.	الرسائل الإلهية والشرعية الدينية.
وتناولوا في هذه الرسائل عن بعض الحقائق الاجتماعية، كما قدموا طائفة من النصائح والوصايا وأهم ما ذكروه في الاجتماع الإنساني:
•	التفاوت الطبقي الاجتماعي أمر طبيعي وله حكمته فالإنسان لا يمكنه القيام بكل شيء وحده.
•	ضرورة وجود الحاكم ليقيم سنة الدين ويحكم بين الناس ويرعى مصالحهم، ومن ثم تنشأ الدولة وهي مرتبطة بالدين، غير أن الدين أفضل لان قيام الدولة إنما هو لإقامة أمور الدين.
•	يقسمون الدول إلى دول تعمل من اجل الخير وأخرى تعمل من اجل الشر.
•	أشادوا بنظام الأسرة المتكاملة في علاقات عناصرها، والرجل في نظرهم هو سيدها وحاميها.
•	ومن الأخلاق ما هو فطري موروث ومنها ما هو مكتسب.

### الأنثروبولوجيون والجغرافيون العرب
وهم مجموعة من العلماء والباحثين الشغوفين بالرحلات والأسفار والمعرفة قاما بزيارة حواضر العلم وعواصمه في الإمبراطورية الإسلامية، ساعدهم ذلك شبكة القوافل التي ربطت أجزاء الدولة من جهة أداء فريضة الحج من جهة أخرى. وأشهر هؤلاء الرجال:
1.	أحمد بن فضلان الذي أرسله الخليفة المقتدر إلى بلغاريا، وقد وصف بلادهم وعاداتهم وما قام به من نشر للإسلام بينهم.
2.	أبو القاسم عبيدا لله بن خرداذبه صاحب كتاب «المسالك والممالك».
3.	أحمد بن أبى يعقوب (اليعقوبي) صاحب كتاب «البلدان» الذي وصف فيه الهند ومصر وأرمينية.
4.	أبو الحسن علي بن المسعودي صاحب كتاب «مروج الذهب ومعادن الجوهر»، له دراسات في الجغرافيا لها أصالتها، ويعتبر من أدق علماء ألأنثروبولوجيا العرب.
5.	ياقوت الحموي صاحب كتاب «معجم البلدان».
6.	الشريف الإدريسي من المغرب وهو من علماء الخرائط وصاحب مدرسة في تصميمها، له كتاب «نزهة المشتاق في اختراق الآفاق».
7.	أبو عبد الله محمد الطنجي المشهور بابن بطوطة، قام برحلات وأسفار دامت ما يقرب من ثلاثين عاما، طاف خلالها في الوطن العربي وبلاد الهند والسند والصين وجنوب شرق آسيا وأفغانستان والأناضول والسودان وبلاد الحبشة، له كتاب «تحفة الأنظار في غرائب الأمصار وعجائب الأسفار».
8.	أبو القاسم محمد بن حوقل، الذي يعتبر كتابه «المسالك والممالك» مرجعا في دراسة أحوال القرامطة الاجتماعية ونظمها الشيوعية، وكان يقرن دراسته بالخرائط لتقريب الحقائق إلى الأذهان.
9.	شمس الدين أبو عبد الله المقدسي المعروف بالبشاري، زار مصر والأندلس وطاف بالهند والسند، وله كتاب «أحسن التقاسيم في معرفة الإقليم».
10.	أبو الريحان محمد بن احمد البيروني وهو رياضي وفيلسوف وفلكي مشهور، قام بأسفار إلى الهند والسند وتعلم اللغة الهندية ونقل وترجم عنها، صاحب كتاب «تحقيق ما للهند من مقولة مقبولة للعقل أو مرذولة».

### الدراسات الاجتماعية عند ابن خلدون
كان ابن خلدون رجل بلاط وسياسة، خدم ملوكا كثيرين، وقام بأسفار ورحلات عديدة اتقى خلالها بعدد كبير من الشخصيات، وكان يتصف بالدهاء والذكاء وقوة الملاحظة، كما كان واقعيا في اتجاهاته العلمية لذا جاءت دراساته اقرب إلى وقائع الأمور.
فكره:
•	بعد استعراضه للتاريخ العالمي والإسلامي وما كتبه المؤرخون في ذلك توصل إلى ضرورة كتابة التاريخ على أساس الشرح والتحليل وتعليل الحوادث.
•	أدى به هذا المنهج الجديد في كتابة التاريخ إلى الفلسفة الاجتماعية، وانتهى به إلى تقرير ضرورة قيام علم الاجتماع أو علم العمران كما أطلق عليه، حيث رأى أن ما في العالم من ظواهر اجتماعية يسير وفق قوانين مطردة ثابتة لا حسب الأهواء والمصادفات.
•	أدرك ضرورة وضع طريقة دقيقة لتحقيق حقائق التاريخ، لان التاريخ ليس مجرد قصص ظاهرة وإنما لها دلالاتها العميقة الباطنة.
•	يبقى ابن خلدون أول من قرر وكشف عن قيام علم الاجتماع (العمران)، وفق أسس علمية، كما انه أول من تكلم في فلسفة التاريخ والفلسفة الاجتماعية.
•	يقرر ضرورة قيام الاجتماع الإنساني للشعور الفطري والضرورة الاقتصادية والدفاعية وميل الفرد إلى تحقيق فكرة الجمعية.
•	يتحرك المجتمع بين طائفتين من الظواهر هما الظواهر الطبيعية من بيئية ومناخية وجغرافية، والظواهر الاجتماعية، ولا تعمل هذه الظواهر بشكل مستقل بل تتفاعل وتندمج وتتأثر ببعضها البعض.
منهجه:
•	كان منهجه قائما على الملاحظة والتجربة الشخصية والمنطق العملي واستقراء الحوادث، مع العناية بمنطق التحليل والمقارنة.
•	لم يتكلم ابن خلدون في مقدمته عن منهجه ولا أسس دراسته، وإنما يتم استخلاص ذلك من خلال أقواله وطريقة عرضه للمسألة.
•	يقرر ابن خلدون أن المؤرخ لابد له من الإلمام بعلم العمران قبل أن يفسر التاريخ، حتى يستطيع تأدية مهمته على اكمل وجه.
•	ينقسم منهجه إلى قسمين هما:
1.	نقدي سلبي: ويعرض فيه لأخطاء من سبقه من المؤرخين ويطلب من الباحثين التجرد من هذه الأخطاء.
2.	وصفي تحليلي: أو إيجابي ويقوم على اتباع الأسس المنهجية التي ترشد الباحث للوصول إلى القوانين التي تحكم الظواهر الاجتماعية.
•	لخص الأسباب التي أدت بالمؤرخين إلى هذه الأخطاء في الأمور التالية:
1.	الاقتصار على مجرد النقل.
2.	التشيع للآراء والمذاهب.
3.	الثقة بالناقلين وتصديق الباحث لما يرويه ثقاة المؤرخين.
4.	الذهول عن المقاصد.
5.	التقرب من أصحاب المراتب.
•	لخص القواعد المنهجية للبحث في القسم الثاني من منهجه فيما يلي:
1.	وجوب الاعتماد على الملاحظة المباشرة وما تؤدي إليه التجربة.
2.	استخدام منطق التعليل في تفسير الظواهر وتحليلها.
3.	الاعتماد على منهج المقارنة.
4.	وجوب قياس الأخبار على أصول العادة وطبائع العمران.
5.	وجوب دراسة تطور الظواهر والنظم العمرانية.
دراساته ونظرياته:
•	في الدراسات الاجتماعية:
‌أ)	استخلص قانون الأدوار الثلاثة من دراسته للتاريخ، حيث لابد لكل مجتمع أن يبدأ بطور النشأة والتكوين ثم طور النضج والاكتمال، وأخيرا طور الهرم والسقوط، وقد فصل في دراسة كل طور من هذه الأطوار.
‌ب)	درس ظاهرة التقدم الاجتماعي وقرر أن المراحل التطورية السابقة مصحوبة بتقدم ملحوظ في أحوال المعيشة وفي مستحدثات نظم الحياة.
‌ج)	شرح وجوه الكسب الطبيعي وغير الطبيعي، فالزراعة والصناعة والتجارة وجوه طبيعية للرزق، أما الإمارة والخدمة والسحر والشعوذة فهي وجوه غير مشروعة للارتزاق، كما تكلم عن الظواهر الأخلاقية في المجتمع، ووجه مزيد عنايته للنواحي التربوية وتأثير الحضارة في العلوم والمعارف.
•	في الدراسات السياسية:
أ)	يقسم النظام السياسي الذي يحكم المجتمعات إلى قسمين هما السياسة العقلية التي يقررها فلاسفة الدولة، والسياسة الدينية التي يفرضها نبي من الأنبياء.
‌ب)	تكلم عن الدولة والدعائم التي تقوم عليها، وهي في نظره أربعة: العصبية والفضيلة، ووجود دعوة دينية أو مبدأ سياسي، ثم ضعف دولة سابق حتى يتاح قيام دولة أخرى.
‌ج)	يقسم تطور الدولة إلى خمسة أطوار تبدأ بالغلبة ثم الاستبداد والانفراد بالسلطة، ثم الفراغ والدعة، ثم القناعة والمسالمة وأخيرا الإسراف والتبذير.
‌د)	يرى أن الهرم يتطرق إلى الدولة من منفذين رئيسيين هما ضعف العصبية والخراب المادي الذي فيه قوام الجند والملك.
‌ه)	حدد عمر الدولة بمائة وعشرين سنة لأن المجتمع السياسي في نظره يمر بثلاثة مراحل هي الطفولة والشباب والشيخوخة، وكل واحدة تمثل جيلا والجيل يمثل أربعين سنة.
‌و)	كما تكلم في شروط الخلافة وهي العلم والكفاية والعدالة وسلامة الحواس والأعضاء، هذا وقد أفاض في دراسته في الأمور السياسية.

## الدراسات الاجتماعية في صدر العصر الحديث

### 1) مكيافيللي
فكره:
•	توصل إلى وضع سياسة واقعية أساسها هو القوة والحذر خاصتان ضروريتان للحاكم نتيجة للظروف التي عاشها، إذ بينما كانت فرنسا بعظمتها تتآمر لاحتلال بلده، كان بلده إيطاليا مقسمة إلى جمهوريات متنابذة ومتصارعة، فشغل بكرة الوحدة القومية.
•	من أشهر كتبه كناب الأمير الذي أهداه إلى الأمير لورنزومديسيس، والذي أثار حوله ضجة كبيرة، إذ أعتبره البعض مجرد نصائح ووصايا استخلصها من ملاحظاته وتجاربه الشخصية، بينما شدد عليه البعض في أن ما كتبه هدم كامل للأخلاق والقيم وخلط بين الخير والشر.
منهجه:
•	يرى أن الرجوع إلى التاريخ أفضل طرق البحث العلمي (المذهب الوضعي لاحقا)، فقد كان تاريخيا في بحوثه لكنه اعتمد على شخصيات ديكتاتورية مثل أسكندر السادس وغيره إذ كان انتقائيا.
•	دعا إلى العلمانية مع الإقرار بفضل القيمة الدينية والأخلاقية.
•	كما يرى أن الغاية تبرر الوسيلة.
نظرياته وآراؤه:
•	نظرية الأمير: ترتكز نظريته حول الأمير على أساس أن الأمير رجل حرب وسياسة وقوة وفكر وظيفته الحرب، يتقن إلى جانب هذا أساليب الغش والخداع والبطش والنفاق والتلون، على الرغم من مكيافيللي كان مثالا للشرف ونزيها في حياته الخاصة.
•	الدين: حارب مكيافيللي الدين واتهم البابوية بالتالي:
1.	تجاوزها لحدود السلطة الدينية والوظيفة الروحية.
2.	الخيانة المتمثلة في إدخال الأجانب إلى الوطن بحجة حماية الدين ونشره وتدعيم السلطة الدينية.
3.	التملق للأقوى، كما حصل ونقلت مركزها من روما إلى أفجنون بفرنسا لأن ملوكها كانوا أقوى ملوك المسيحية.
•	الحرية: كان من أنصار الحرية، ويرى تحقيقها مرهونا بالمساواة التي لا تتحقق إلا بالقضاء على طبقة الأشراف والنبلاء والنزول بهم إلى مستوى الشعب كما فعلت الجمهوريات الألمانية، ودعا إلى التنكيل بهذه الطبقة التي يصفها بالبطالة والاعتماد على كدح الشعب، ويجيز للشعوب استخدام القوة للحصول على الحرية والمساواة، كما يرى أن السلطة الديكتاتورية الثورية هي السبيل لذلك.
•	الحكومة: مناقضا نفسه في كتاب الأمير يرى أن الحكم المختلط نظام فاسد يمهد إلى الثورات لأنه نظام وسط بين الجمهوري والملكي، مما يساعد على عدم استقراره. وهو لا يقر إلا بالنظام الجمهوري والملكي، والأول عنده أصح للأسباب التالية:
1.	لأنه يقوم على الانتخاب الذي يتيح للمواطنين الأخيار فرصة الوصول إلى صفوف السلطة، كما أنه نظام يقدر قيمة الوطنية والإخلاص في الرجال فيصل إلى القمة من يريده الشعب، خلافا للنظام الملكي الوراثي المقصور على الملك ورجال بلاطه، وقد يكون الملك ضعيفا فلا مجال لتغييره.
2.	الجمهورية أشد حساسية تجاه التغيرات التطورات، أما الملكية فتتصف بالجمود والتحرك بتثاقلٍ وبطأ شديد نحو التغير والتطور.
3.	داخليا، الحكومة الشعبية وحدها القادرة على زيادة الثروة القومية، وزيادة نسبة الرعاية الاجتماعية، أما الملكية فتركز على المصالح الطبقية من جمع الثروة واحتكار الوظائف.
4.	خارجيا، الجمهورية أكثر التزاما بالمعاهدات، لأن الإغراءات بالمنافع المادية الذاتية للملك وحاشيته تجعله يقدم التنازل عن حقوق شعبه ومصلحة أمته.
•	ويرى عموما أن حكم الأمير القوي هو الأفضل في طور النشوء ومرحلة القيام والتأسيس، والنظام الجمهوري هو الأفضل لتثبيت دعائم الدولة والحفاظ علة إنجازاتها، مزيلا بذلك التناقض الواضح بين رأيه في الأمير ورأيه في الحكومة.
•	تميز مكيافيللي بدقة تحليله واستخدامه لمنهج الملاحظة في رصد الأحداث والمنطق العملي والتحلل والنقد في ميدان علم الاجتماع، كما يمتاز أسلوبه السياسي إلى جانب البساطة بالإيجاز والمرونة والالتواء والتي تعتبر من أهم خصائص اللغة السياسية، كما أنه كان موضوعيا في جميع تحليلاته.

### 2) اليوتوبيا الاجتماعية
•	تعني كلمة اليوتوبيا المثالية في الأمور والنزعة الأخلاقية في الأنظمة.
•	ويرمي هذا اللون من التفكير إلى الإصلاح وخلق المجتمع المثالي في شتى الميادين وكل مجالات الحياة، وإيجاد نظام اجتماعي وسياسي خيالي دعامته الأخلاق والمحبة والمساواة والأخوة بين أفراد المجتمع.
•	استمدت هذه البحوث ركائزها من الأفكار الشيوعية الاشتراكية في العصور المسيحية الأولى.
•	من أسباب ظهور هذا الاتجاه من التفكير فساد رجال الدين ونهبهم لأموال الكنيسة واو قافها في القرن السادس عشر.
•	اتخذت في بداياتها طابع الخيال خشية مصادرة هذه البحوث إذا ما تم الإعلان عنها صراحة، كما كانت منصبة على نقد الملكية الفردية.
•	ومن مثالب هذا النوع من الدراسات أن صياغتها جاءت نتيجة أفكار مسبقة وأهداف قبلية في أذهان أصحابها عما يجب أن يكون، ولم تستلهم أفكارها من تحليل الواقع، كما أنها لم تتبع أي منهج في الدراسة سوى تبني كل ما هو مثالي في رأي أصحابها.
•	و من الأمثلة عل هذه الدراسات:
1.	كتاب «نظام جمهورية جزيرة يوتوبيا الجديدة»، للعلامة الإنجليزي توماس مور، أنتقد فيه الفوضى الأخلاقية الموجودة وارجع السبب في ذلك إلى عدم المساواة وعدم تحقيق العدالة الاجتماعية نتيجةً للنظام الملكي الفاسد، ودعا في هذا الكتاب إلى تطبيق الشيوعية في وسائل التملك فقط ولا يقر امتداد تطبيقها إلى نظام الأسرة.
2.	كتاب «مدينة الشمس» للمفكر الإيطالي كمبانلا، الذي يتكلم في كتابه عن مدينة تسودها الفضيلة والعدالة يحكمها ملك عادل يحكم مدينة هادئة يساعده في إدارتها ثلاثة وزراء، هم وزير القوة ووزير الحكمة ووزير المجتمع، إلى جانب جمعيتين تشريعيتين، إحداها تتألف من رجال الدين وبيدها سلطة التشريع والأخرى تتألف من عامة الشعب للفصل في أمور الحرب والسلم وإقرار القوانين.
3.	كتاب «مدينة العلم الفاضلة» للفيلسوف الإنجليزي فرانسيس بيكون، وهي جزيرة تحقق لأهلها الاكتفاء الذاتي فلا يدخلون في منافسة تجارية مع أحد، فيتقون أهم أسباب الحروب والنزاعات، ويحكمها برلمان يتكون من مجموعة من العلماء في مختلف الميادين مهمتهم تسخير الطبيعة والتشاور حول أفضل الطرق لتحقيق سعادة الأفراد، ويسود الجزيرة المحبة والتعاون فيما بين أفرادها.
4.	كتاب «مخاطرات تلماك» للمفكر الفرنسي فنلون، والذي كتبه على صورة شعر منثور، حمل في ثناياه نقدا لاذعا وحادا للنظم القائمة في عهد لويس الرابع عشر، كما ناقش المؤلف في كتابه الكثير من المبادئ السياسية والاشتراكية وهاجم الملكية ومفاسدها، إلى جانب مجتمعه الذي تخيله على غرار جمهورية أفلاطون.
•	اعتبرت هذه البحوث لوحات فنية وصورا شيقة لمجتمعات يحكمها العلم والفلسفة، تعكس الخيال المثالي عند أصحابها في فترة من الزمن.
•	أهم نتائج هذه الدراسات والأبحاث هو التوجه العام فيها إلى النقد السياسي اللاذع لنظم الحكم الفاسدة التي كانت قائمة آنذاك.

## مدارس الفلسفة الممهدة لظهور علم الاجتماع

### 1)الفلسفة السياسية
•	ظهرت مع ظهور فكرة القومية ونظرية التوازن بين الدول أمام نظرية الإمبراطورية ونظرية التركيز (التوحيد السياسي) مما أدى إلى نشوء بعض الملكيات القوية التي جنح بعضها إلى الظلم والاستبداد.
•	من أبرز أفكار أصحاب هذه الفلسفة نظريات التعاقد الاجتماعي.
•	وتقوم هذه النظريات على فكرة وجود عقد بين الحاكم والمجتمع.
•	وقد تطرق أصحاب هذه النظريات إلى دراسة أصل الاجتماع الإنساني للبحث في قيام السلطة في المجتمع كمساجلات سياسية، نتيجة لفساد بعض الأنظمة كما سبق.
•	ويقولون بتقسيم الاجتماع الإنساني إلى حالتين:
1.	الحالة الفطرية، وهي سابقة على وجود التنظيم.
2.	الحالة المدنية، وأساسها التعاقد الاجتماعي.
•	وتتحكم التوجهات السياسية بالتصورات الفردية لأصحاب هذه النظريات رغم اتفاقهم على وجود حالة فطرية سابقة للتعاقد المدني، حول وصف الحالة الفطرية وصياغة التعاقد، كما يلي:
1.	هوبز وهو إنجليزي من أنصار الملكية المستبدة، ويرى أن الحالة الفطرية مرحلة فوضى وظلم يأكل فيها القوي حق الضعيف، ونتيجة للخوف على المصالح الخاصة تولدت نظرية التعاقد التي توكل حقوق الحماية إلى القانون أو الملك، ولا يجيز هذا العقد الثورة أو المعارضة على هذا النظام، فهو يصور المجتمع على انه صناعي يديره تعاقد إداري.
2.	لوك وهو نصير الثورة التي قام بها البرلمان الإنجليزي، إذ يرى أن الحالة الفطرية الخاضعة للقانون الطبيعي سبقت الحالة المدنية، وجاء التعاقد نتيجة تعقد الحياة وتشابك المصالح وعدم وجود من يطبق النظام الطبيعي بدقة.
3.	جان جاك روسو وهو من أشهر أصحاب هذه النظريات، حيث اكتمل به شكل هذه النظريات، نظرا لدقته في الصياغة وعمقه في التحليل، ويرى أن الحالة الطبيعية هي أسعد حالات الإنسانية، وأن التقدم جر عليها الشقاء منذ اكتشف الإنسان الزراعة التي أسست حالة عدم المساواة، ونظرا لاستحالة القضاء على إنجازات الإنسان لابد من تعاقد يساعد على الإصلاح والتحسين يتنازل بموجبه أفراد المجتمع عن بعض حقوقهم للمجموع.
•	من أبرز عيوب هذه النظرية:
1.	ليس لها سند تاريخي.
2.	يحتاج التعاقد إلى سلطة قوية تؤسس لهذا العقد.
3.	لا تسمح حالة الفوضى الفطرية بالوصول إلى حالة من الرقي لتنظيم عقد إداري بين الأفراد.
4. تخالف الحقيقة البديهية بأن الإنسان كائن اجتماعي بطبعه وليس نتيجة عقد أو ظروف معينة.
5.	لا يمكن تصور أن وجود المجتمع مرهون برغبة أفراده في الانسحاب من هذا التعاقد أو الاستمرار فيه.

### 2)فلسفة القانون
•	يعود هذا التيار الفكري إلى العلامة الفرنسي «مونتسكيو» الذي أسس هذا النوع من التفكير والدراسة.
•	ينظر إلى القانون على أنه ضرورة وحتمية لطبيعة الاجتماع الإنساني، وليس أصلا دينيا أو أخلاقيا.
•	تدور أبحاثها حول فكرة أن المشع محكوم بأمور خارجية عن إرادته، ترجع إلى:
1.	نظم الحكم وأشكال الحكومات القائمة.
2.	البيئة والجغرافيا والموقع والمسافة وعدد السكان (الخصائص البيئية والبشرية للمجتمع).
3.	الظواهر الاجتماعية مثل الدين والعرف والتقاليد والعادات وأنماط المعيشة والتركيب السكاني.
•	يرى أن ظاهرة الحرب ظاهرة طبيعية تنشأ بين الدول وليس الأفراد، ولا تنشأ إلا اكتمال الأمة لخصائصها واستقرارها، ولا يقر إلا حرب الدفاع عن الحقوق أو الحرب لتنفيذ معاهدة قانونية بين دولتين.
•	يعتبر طبيعة وشدة العقوبات مقياسا للحرية التي يتمتع بها المجتمع، فكلما زادت مساحة الحرية في مجتمع ما خفت حدة العقوبات.
•	هدف مونتسكيو من دراساته إلى وضع نظريات سياسية وقانونية ونظم مقارنة تتفق مع احتياجات المجتمعات المختلفة.

### 3)فلسفة التاريخ
1)	و تعني قراءة التاريخ قراءة دقيقة تحليلية متأنية، متجاوزة عملية سرد الأحداث والوقائع إلى فهم حركة سير التاريخ ومساره للوصول إلى استخلاص قوانين ثابتة لمسيرة الإنسانية ومعرفة مصيرها ومآل مجتمعاتها.
من أشهر نظرياتها:
1.	أول نظرية في ذلك كانت للمفكر الإيطالي فيكو حيث يرى أن تاريخ الإنسانية يمثل وحدة حية متماسكة، ويدور تطورها في ثلاث مراحل متتالية هي المرحلة الدينية، ثم مرحلة البطولة، وأخيرا مرحلة الإنسانية، ثم العودة والبدء من جديد بالمرحلة الدينية بشكل أرقى من سابقه.
2.	المفكر الفرنسي فولتير والذي قسم تاريخ الإنسانية إلى قسمين:
‌أ)	مرحلة الفطرة: وهي مرحلة افتراضية لابد من تصورها لتبرير الانتقال إلى المرحلة التالية.
‌ب)	وتمثل حياة الإنسان في ظل النظام والقانون الذي شرعه الإنسان نظرا للدوافع الجمعية فيه، والتي دعته إلى سن القوانين المكتوبة كالتشريعات، وغير المكتوبة كالعرف والتقاليد لتنظيم شؤون الحياة.
3.	جان جاك روسو: وينظم انتقال المجتمع في أربعة أدوار هي:
‌أ)	المرحلة الطبيعية: وهي أسعد فترات الإنسان.
‌ب)	مرحلة الملكية الفردية: وبدأت باكتشاف الزراعة
‌ج)	مرحلة عدم المساواة (أو الإقطاع): وازدادت فيها الفوارق الطبقية والاجتماعية.
‌د)	مرحلة التعاقد: للخروج من مرحلة الفساد الذي استشرى في المجتمع.
•	وهو يقرر أن الحالة الطبيعية حالة افتراضية وليست حقيقية، لتبرير نشأة الاجتماع السياسي.
•	من أسوأ ما ذهب إليه أنه اعتبر العلوم والفنون من مساوئ الحياة ومن عوامل الفساد ومظاهر الشقاء.
4.	المفكر الفرنسي ترجو والذي وضع نظري على أساس أن الإنسانية وحدة حية وكلا لا يتجزأ، تنتقل في تقدم مطرد ومستمر نحو الارتقاء والكمال المادي والروحي، يطبعها الاتزان والهدوء، لكي تثور من جديد حيث أن الثورة هي عملية تنشيط ضرورية من لمسيرة البشرية.
5.	العلامة الفرنسي كوندرسيه والذي ركز دراسته على المجتمع الغربي، وشبه تقدم الإنسانية بخط مستقيم صاعد وقد انفرد بالحديث عن مستقبل الإنسانية في المرحلة العاشرة والذي تصور فيها تحقيق الارتقاء والمساواة ولذلك سماها مرحلة الآمال.
•	وتختلف هذه الفلسفة مع علم الاجتماع في أنه لا يقر التقدم المستمر للإنسانية بل يدرس المجتمعات البشرية على أنها وحدات جماعية أو مركبات يمكن دراستها بشكل وصفي تحليلي دون إصدار الأحكام، كما في فلسفة التاريخ التي تدرس إنسانية تنتقل زمانا ومكانا.
•	كما أن فلسفة التاريخ تميز بين الحضارات، أما علم الاجتماع فيرى أنها متساوية في قيمها الذاتية، ويحاول أن يعبر عن ما هو قائم
وفق الأحكام العلمية التقديرية لمعرفة ما تؤدي إليه طبائع الأشياء وحقائق الوجود وأسباب التقدم والتأخر.

### 4)الفلسفة الاقتصادية
من أهم المدارس الاقتصادية في القرنين الثامن عشر والتاسع عشر مدرسة الفزيوقراط في فرنسا والتي تعرف بمدرسة الحرية الاقتصادية.
•	والأساس الفلسفي لهذه الفلسفة هي:
1.	النظام الاقتصادي جزء من النظام الطبيعي.
2.	النظام الطبيعي هو الأصلح لسعادة الإنسان.
3.	يسهل على الإنسان كشف هذه النواميس الطبيعية.
4.	لذا يجب على البشر عدم التدخل في هذا النظام لأنه جزء من النظام الطبيعي.
5.	ويترتب على ما سبق ترك مطلق الحرية للإنسان في مزاولة ما يشاء من عمل وما يشاء من تجارة «دعه يعمل......»، وتحرير التجارة الداخلية والخارجية «......دعه يمر».
6.	الأرض هي العامل الوحيد في الإنتاج عند الفزيوقراطين، لان الزراعة هي العمل الوحيد المنتج.
لذا ينقسم المجتمع إلى:
1.	طبقة منتجة يمثلها الزراع.
2.	طبقة غير منتجة يمثلها التجار والصناع.
•	أشاعت هذه النظرية الروح الفردية في المجتمعات الغربية.
•	من آثارها على علم الاجتماع أنها درست الظواهر الاقتصادية بوصفها خاضعة لقوانين، كما تطرقت إلى دراسة الطبقات الاقتصادية في المجتمع.
•	من أبرز رموزها آدم سميث الذي اكمل النقص فيها حيث اعتبر جميع أنواع النشاط الإنساني وسائل منتجة وان كانت الزراعة من أكثرها بروزا ووضوحا.
تمثل أبحاث مالتس الإنجليزي مسارا آخر في فلسفة الاقتصاد حيث ركز دراسته على السكان وموارد العيش.
•	يذهب أصحاب هذا المسار في تفسير الفقر مذهبين:
‌أ)	أن الانخفاض في مستوى المعيشة دليل على الرخاء من خلال زيادة عدد السكان.
‌ب)	أن فساد القوانين وانحطاط المستوى الأخلاقي هي المسببات الرئيسية للفقر.
•	يرى مالتس بعد دراسة ميدانية واسعة من خلال أسفار كثيرة أن البؤس الاجتماعي هو نتيجة زيادة عدد السكان بمعدل أعلى من معدل زيادة موارد المجتمع.
•	ويرى أيضا أن الموانع الطبيعية كالأمراض والأوبئة الحروب أو الموانع المتعلقة بالإنسان كتحديد النسل أو تأخير الزواج إلى حين الاقتدار عليه تساعد في حفظ هذا التوازن.
•	لقيت هذه الآراء استهجانا واسعا في إنجلترا الاستعمارية نظرا لحاجتها إلى زيادة عدد السكان.
•	كما ظهرت دراسات علمية أخرى لعبت دورا في التمهيد لعلم الاجتماع مثل دراسات العلامة البلجيكي كتليه والبحوث الإحصائية لكل من جيفونز وجوجلار.

### 5)النظريات الاشتراكية
•	جاءت هذه النظريات اثر ما خلفته الثورة الفرنسية من تخلخل اقتصادي.
•	حيث زادت الفجوة بين البرجوازيين والطبقة العاملة خاصة بعد الانقلاب الصناعي مما أدى إلى تسلط البرجوازيين على النظام.
•	من عيوب هذه الدراسات أنها جانبت الصواب لأنها بنيت على أسس فلسفية بعيدة التحقيق، مثل ما أراده سان سيمون من إقامة دولة اقتصادية بدلا من السياسية، أو ما ذهب إليه آخرون من تطبيق كامل للشيوعية.
•	من ابرز روادها لويس بلان الذي هاجم دعائم النظام الرأسمالي ودعا إلى تدخل الحكومة لتنظيم العلاقة بين العمال وأربابهم.
•	أفادت هذه الدراسات في علم الاجتماع فيما قدمته حول المادية التاريخية، وتحليل الحقائق الاقتصادية ودراسة النظام الطبقي ومراحل الصراع بين الطبقات الاجتماعية والاقتصادية.

## الدراسات الاجتماعية عند اوجست كونت
•	يعتبر اوجست كونت في نظر كثير من المؤرخين مؤسس علم الاجتماع الحديث.
•	وقد أنشأ علم الاجتماع رغبة في تعميم التفكير الوضعي (المنهج التجريبي) على جميع مظاهر الحياة والكون على مختلف العلوم، وذلك بعدما رأى أن أسباب الفوضى التي عمت المجتمع في عصره تعود إلى التناقض في أسلوب التفكير الحديث المتمثل في المنهج العلمي التجريبي والأسلوب القديم المتمثل في التفكير الميتافيزيقي، حيث رأى استحالة إلغاء نتائج العلوم والالتزام بالمنهج الديني وعدم القدرة على التوفيق بين هذين الأسلوبين المتناقضين.
•	اشترط لتعميم المنهج الوضعي أن تكون الظواهر خاضعة لقوانين تحكم حركة وتطور هذه الظواهر وأن يتمكن الأفراد من الوقوف على هذه القوانين لفهم حركة الظواهر.
•	أسس دراسته على ما يلي:
1.	أن تحل فكرة القانون محل القوى التحكمية، ليكون محور الدراسة ومطلب البحث.
2.	أن يقتصر التخيل أو التصور الفلسفي في المنهج الميتافيزيقي على الكشف عن مسائل جديدة في البحث.
3.	التركيز على العلاقات التي تربط بين الظواهر.
4.	نقل المعاني من عالم المطلق إلى دائرة النسبي، وتحويل المصطلحات من معاني ثابتة جامدة إلى مصطلحات قابلة للحركة والتطور وفقا
لتطور الإنسانية وتقدم العلوم والمناهج.
•	ويرتكز منهج البحث عنده على:
1.	الوسائل المباشرة والتي تتمثل في الملاحظة والتجربة والمنهج المقارن والمنهج التاريخي.
2.	الوسائل غير المباشرة وتنتج من العلاقات الضرورية التي تربط علم الاجتماع بما عداه من العلوم الوضعية الأخرى.
•	ومباحث علم الاجتماع عند كونت هي الديناميك الاجتماعي والذي يدرس قوانين الحركة الاجتماعية والسير الآلي للمجتمعات الإنسانية والثبات الاجتماعي والذي ويدرس المجتمعات في حالة الاستقرار لفهم قوانين التماسك الاجتماعي.
•	وتدور بحوثه الديناميكية حول نظريته في قانون الأدوار الثلاثة، ونظريته في تقدم العلوم الإنسانية.
•	تتلخص نظرية قانون الأدوار الثلاثة في أن التفكير أو العقل الإنساني قد مر بثلاثة مراحل في إدراكه لفروع المعرفة من الدور الديني اللاهوتي إلى الدور الميتافيزيقي وانتهي بالدور الوضعي العلمي.
•	وتعنى نظرية التقدم السير ولانتقال من مرحلة إلى أخرى وفقا لقوانين ثابتة، ويترافق ذلك مع تقدم وتحسن في الحالة الاجتماعية المادية والطبيعة الإنسانية العقلية.
•	انتهى كونت من دراسته للثبات الاجتماعي إلى قانون التضامن، وملخصه أن مظاهر الحياة الاجتماعية يتضامن بعضها مع بعض، وتسير أعمال كل منها منسجمة مع أعمال ما عداها.
•	وصل في بحوثه إلى أن المجتمع يتكون من ثلاثة عناصر: الفرد، والعائلة، والدولة، ولا قيمة لكل منها إلا بالتضامن الاجتماعي.
•	يرى أن وظيفة الأسرة مقتصرة على الناحية التربوية والأخلاقية وقد استمد أفكاره عن الأسرة من نظم الديانة المسيحية وخاصة النظم الكاثوليكية، كما يرى أن وظيفة الحكومة هي الأهم وهي الدليل على مدى تقدم المجتمع من خلال نظام الحكومة ومدى انقياد الأفراد لها، ومهمتها الرئيسية هي تحقيق الوحدة والتضامن الاجتماعي.
•	عارض الحرية الاقتصادية المتمثلة في مدرسة الفزيوقراط، واتفق مع الشيوعيين والاشتراكيين في ضرورة تدخل الحكومة لتنظيم العلاقات الاقتصادية وان اختلف معهم في إلغاء الملكية الفردية لأنها ظاهرة اجتماعية يمثل إلغاؤها خرقا لنظم المجتمع.
•	في أواخر أيام اوجست كونت وبعد وفاته ظهرت مدارس اجتماعية عديدة تهدف إلى دراسة الظواهر الاجتماعية دراسة علمية، إلا أنها لم تقتنع بفكرة استقلال الظواهر الاجتماعية ومن اشهرها المدرسة الاجتماعية البيولوجية بزعامة هربرت سبنسر، والمدرسة المادية التاريخية التي تزعمها الفيلسوف الألماني ماركس، والمدرسة النفسية والمدرسة الجغرافية ومدرسة الأنثروبولوجيا أو دراسة المجتمعات البدائية، والمدرسة الاثنوجية التي تعود إلى فكرة الجنس، وأخيرا المدرسة الفرنسية لعلم الاجتماع بزعامة أميل دوركايم.

## الدراسات الاجتماعية عند هربرت سبنسر
تزعم هربرت سبنسر المدرسة الاجتماعية البيولوجية، والتي تذهب إلى عدم استقلال الظاهرة الاجتماعية، وأنها تسير وفق قوانين الظواهر البيولوجية. وقد وصل هربرت سبنسر إلى هذا التفسير للظاهرة الاجتماعية من خلال استقرائه ودراسته وأبحاثه في ميدان الدراسات البيولوجية، حيث توصل إلى أن أجسام الأنواع الدنيا من الحيوانات تتألف من أجزاء متماثلة لا يتوقف بعضها على بعض، وأما الأنواع العليا فتتألف من أعضاء متباينة لكنها تعتمد في وظائفها على بعضها البعض.
وحيث أن المجتمع يتكون من أفراد فهو عبارة عن كائن أو مركب عضوي -كما يقرر هربرت سبنسر- يتأثر في حال اكتمال نموه بالعوامل الداخلية المتعلقة بالأفراد وتكوينهم الطبيعي والعاطفي والعقلي، وبالعوامل الخارجية المتمثلة في نظره بالبيئة، ومن هنا فهو لا يعترف باستقلال الظاهرة الاجتماعية. اسقط هذه الحقيقة على المجتمع بمختلف ظواهره، إذ كما يقول هربرت سبنسر بدأت المجتمعات البدائية من أشخاص متماثلين يؤدون نفس الوظيفة ونفس الدور (الصيد أو الزراعة)، ثم ازداد الأمر تعقيدا فمال أفراد المجتمع إلى التفرد والتخصص مما أدى إلى ظهور طبقة الصناع والتجار والزراع والحراس والحكام والموظفون بمختلف أعمالهم. ويمتد هذا المفهوم حتى في عصرنا هذا فالزراعة على سبيل المثال أصبحت أكثر تعقيدا ومن ثم أكثر تفردا واختصاصا، حيث هناك من يتخصص في المشاتل، أو تصميم الحدائق أو زراعة الحبوب والغلات، أو الخضار أو زراعة الغابات...الخ، وكذلك الأمر بالنسبة للصناعة أو التجارة أو الصيد أو أي نشاط آخر يمكن أن يمارسه الإنسان. وفيما يلي ملخص لنظرياته الاجتماعية المختلفة:
•	ترتكز نظريته في النشوء والارتقاء أو في التطور على أساس فكرتين هما:
1.	التباين: وهو الانتقال من التجانس إلى اللاتجانس.
2.	التكامل: ويسير بموازاة التباين، ويعني التضامن والتماسك بين الأجزاء واعتمادها على بعضها البعض.
•	وتنقسم المجتمعات عنده من ناحية التكوين إلى مجتمعات بسيطة كالمجتمعات البدائية، ومركبة كالمجتمعات الحالية، ومن ناحية الوظيفة إما حربية أو صناعية، وتختلف المجتمعات الحربية عن الصناعية في كون السلطة في المجتمع الحربي مركزة في الحكومة وبروز النظام الطبقي وسيادة فكرة سلطة الرجل على الأسرة على عكس المجتمعات الصناعية التي تتميز بفضل قيمتها واستقرارها ورقي أخلاق أفرادها، وغالبا ما يكون النظام ملكيا في المجتمع الحربي.
•	أما الحكومة فهي غير ضرورية ولا يجوز لها أن تتجاوز مهامها الطبيعية والرئيسية (من الحماية الخارجية وتحقيق الأمن الداخلي وضمان الوفاء بالعقود بين الأفراد) إلى التشريع وسن القوانين والحد من إمكانية الأفراد. وذلك نتيجة كونه من أنصار المذهب الفردي من ناحية وكون الحكومة لا تستقيم مع القوانين التي انتهى أليها التطور كالبقاء للأصح وتنازع البقاء. وانعكس ذلك على نظريته في الاقتصاد أيضا.
•	وقد ذهب مذهب مالتس في ضرورة تحديد النسل، ودرسها من الناحية البيولوجية وعقد مقارنة بين حجم الحيوان ودرجة نموه حيث يكون التناسب بينهما عكسيا.
•	أما في الأخلاق فقد كان ماديا وأنانيا حيث يرى أن افعل الأخلاقي هو ما يجلب المنفعة ويبعد الألم فمقياس اللذة عنده هو المنفعة، والحق أن أبحاثه الاجتماعية عموما اتجهت إلى تأييد الشر وان كانت إضافة كبيرة إلى العلوم الاجتماعية.

## الدراسات الاجتماعية عند أميل دوركايم
يعتبر أميل دوركايم مؤسس علم الاجتماع الحديث بلا منازع وزعيم المدرسة الفرنسية لعلم الاجتماع. وقد بحث دوركايم في تعريف الظاهرة الاجتماعية ووصفها، لأن الوصول إلى ذلك يعني قيام العلم مستقلا.
•	بدأ في تعريف الظاهرة الاجتماعية وتحديد خواصها بضرب عدد من الأمثلة عليها ثم بحث في الصفات المشتركة التي تجمع بينها ومن أهمها:
1.	الظواهر الاجتماعية ظواهر إنسانية تنشأ بنشأة الاجتماع، وتسير وفق قوانين ثابتة مثل بقية الظواهر العلمية الأخرى والبحث فيها هو موضوع علم الاجتماع.
2.	تمتاز بأنها عبارة عن أساليب وقوالب وأوضاع للتفكير والعمل الإنساني.
3.	كما تمتاز بأنها ظواهر شيئية ولها صفة الخارجية (عن شعور الفرد) والموضوعية ووجودها يسبق الوجود الفردي.
4.	تتصف بأنها ليست من صنع فرد أو بضعة أفراد بل هي من صنع المجتمع.
5.	تعتبر من الظواهر العامة أي لها صفة الانتشار داخل المجتمع.
6.	لها صفة الجبر والإلزام.
•	عرف الظاهرة الاجتماعية بأنها عبارة عن ضرب من السلوك العام، واتجاهات وأساليب وأوضاع يصب فيها الإنسان تفكيره وأعماله، وليست هذه الظاهرة من صنع فرد أو بضعة أفراد ولكنها من صنع المجتمع، وهي ظاهرة عامة ولها كيان خاص مستقل عن الصور التي تتشكل بها في الحالات الفردية، ومزودة بقوة ملزمة ومجبرة.
•	اهتم بتبويب العلوم الاجتماعية ولخص تبويبه في تقسيمات ثلاثة هي:
1.	المورفولوجيا الاجتماعية وتشمل دراسة الجغرافيا للبيئة والسكان وعلاقتها بالتنظيم الاجتماعي، ودراسة السكان من حيث التخلخل والتوزيع.
2.	علم الوظائف الاجتماعي ويشمل الاجتماع الديني، والأخلاقي، والقضائي، والاقتصادي، واللغوي، والجمالي.
3.	علم الاجتماع العام وهو فلسفة العلم.
•	ويضع دوركايم الاجتماع الديني على رأس فروع هذا العلم لأنه يعتقد أن الدين هو أهم الظواهر الاجتماعية.
•	ينسب له الفضل في تحديد الشروط الضرورية للدراسة الاجتماعية، وأهم أسس الدراسة التي نبه إليها تتلخص في:
1.	دراسة نشأة الظاهرة الاجتماعية والوقوف على عناصرها الأولية.
2.	دراسة تطور الظواهر والوقوف على مختلف أشكالها.
3.	دراسة العلاقات التي تربط الظاهرة بما عداها من الظواهر التي تنتمي إلى شعبتها.
4.	الانتفاع بمنطق المقارنة في دراسة الظاهرة.
5.	الكشف عن الوظيفة الاجتماعية التي تؤديها الظاهرة.
6.	تحديد القوانين التي يصل إليها الباحث من دراساته.
هذا إلى جانب ضرورة التحرر من أي فكرة مسبقة عن الظاهرة الاجتماعية ولابد من دراسة الظاهرة بشكل موضوعي وعلى اعتبارها شيئا منفصلا عن الشعور قابل للملاحظة والتجربة، كما يجب الانطلاق من تعريف الظاهرة وتحديدها.
•	له الكثير من النظريات التي تتناثر في بحوثه في مختلف شئون الحياة الاجتماعية، ومن أهم نظرياته ما يلي:
‌أ)	طبيعة المجتمعات وأشكالها: يقرر أن طبيعة الاجتماع تلقائية تنشأ بصفة طبيعية، وقد وضع الأسس التي ينبغي أن يقوم عليها تصنيف نظرا لما وجده من صعوبة في تحديد أشكال المجتمعات، وتتلخص نظريته في أن التصنيف لا بد أن يقوم على أساس درجة التركيب. وعلى ضوء هذه النظرية يمكن القول أن دوركايم يجمع في تقسيمه للمجتمعات بين مبدأ التركيب المورفولوجي، ومبدأ توزيع الوظائف، وبهذا بمكن تقسيم المجتمعات إلى:
1.	مجتمعات محدودة النطاق ساذجة بسيطة وغير مميزة الوظائف ولا تخضع لمبدأ توزيع العمل، ويعتبر الدين أقوى مظاهر الحياة الاجتماعية كما أنها تخضع لسلطة العرف والتقاليد.
2.	مجتمعات واسعة النطاق معقدة التركيب ومميزة الوظائف خاضعة لمبدأ توزيع العمل مثل المدن اليونانية والرومانية القديمة، والإمبراطوريات القديمة، وتنتشر المؤسسات الحكومية، ويغلب عليها سلطة القانون وقوة التعاقدات القانونية.
‌ب)	الدين: يقسم مظاهر الدين إلى قسمين هما
1.	القسم القدسي: ويتعلق بالعقائد.
2.	القسم العلماني: ويتعلق بالعبادات وطقوسها.
وبعد مناقشته للاتجاهات الدينية (المذهب الروحي والمذهب الطبيعي)، ُيرجع دوركايم أصل التدين إلى الاتجاه الطوطمي (عبارة عن اصل حيواني أو نباتي يُعبد ويُعتقد في انه مصدر القوة والتحكم بالأشياء) وعليه فإنه يقرر أن المجتمع عبد نفسه في أول مظهر من التدين.
‌ج)	المعرفة الإنسانية: أرجع الحياة العقلية ومبادئ الفكر إلى أصول اجتماعية وهي من نتاج العقل الجمعي وخلقه، وعند تطبيق نظريته هذه على المقولات العقلية وجد أن الزمان مثلا يعبر عن انتظام نواحي النشاط الاجتماعي من خلال التقويم السنوي الذي يتقسم ويتكرر كما هي الحال مع الأعياد والطقوس، وكذلك كان التنظيم الاجتماعي نموذجا للتنظيم المكاني. كما قال عن قوانين الذاتية والتناقض انهما تعتمدان على ظروف اجتماعية مستدلا بتطور هذه القوانين والمبادئ العامة مما يعني أنها ليست مفطورة في التكوين العقلي الإنساني.
‌د)	شؤون الأسرة: درسها في طبيعتها وفي أشكالها وقي وظيفتها.وينتهي من دراسته إلى أن قيام المجتمع الأسرى يرجع إلى قواعد وأساليب يرتضيها العقل وليست قائمة على الغريزة ودوافع الطبيعة والدم. حيث انتقلت الأسرة في أشكالها من الأسرة الممتدة في الشكل الطوطمي، ثم إلى الأسرة الأبوية الكبيرة في أيام الرومان ثم انحصرت على الأسرة الزواجية كما هو الحال الآن. وتطورت وظائف الأسرة بدورها إلى الأضيق فالأضيق، حيث لم يبق لها في نظره سوى الوظيفة الأخلاقية في ظل تخصص هيئات المجتمع المختلفة في الوظائف الرئيسية كالتشريع والتربية وتنظيم الأمور الداخلية والخارجية.
‌ه)	الانتحار: ونظريته في الانتحار دراسة في الاجتماع الأخلاقي ومحاولة لتطبيق المنهج الإحصائي على شؤون الاجتماع، حيث اعتمد على الإحصائيات التي عملت في البلاد الأوربية، حيث أخرج في هذه الدراسة ظاهرة الانتحار من المحيط الفردي (الحب والإدمان والغيرة والخمور والأمراض المستعصية وغيرها) وبحث في العوامل الاجتماعية الكامنة وراء هذه الظاهرة حيث يؤكد على أن الانتحار في ذاته مرتبط اشد الارتباط بالحالة الاقتصادية والدينية والعرف والتقاليد.